# Emilianów (Gmina Iłów)
Pour les articles homonymes, voir Emilianów.
Emilianów  [ɛmiˈljanuf] est un village polonais de la gmina d'Iłów dans le powiat de Sochaczew et dans la voïvodie de Mazovie.